# حفره‌زایی

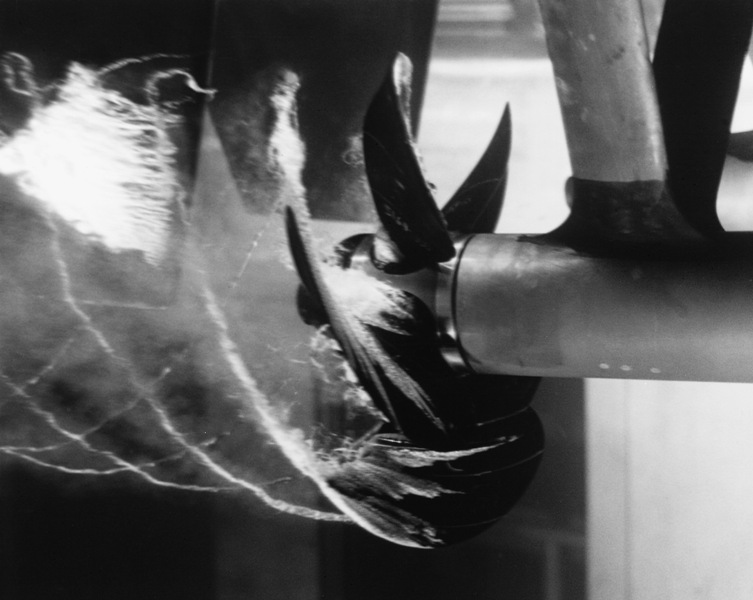
پروانهٔ حفره‌زا در آزمایشگاه تونل آب حوضچهٔ مدل دیوید تیلور.

حُفره‌زایی (نام‌های دیگر: حباب‌زایی، خوردگی، کاویتاسیون، حفره‌سازی، خلاءزایی) (به انگلیسی: cavitation) پدیده‌ای است که در آن کاهش فشار باعث تبخیر موضعی مایع و ایجاد حباب‌هایی شود. این پدیده در پروانهٔ کشتی‌ها، اژدرها و پمپ‌های سانتریفیوژ و سرریز سدها رخ می‌دهد. در این پدیده که معمولاً در مایعات با حرکت متلاطم به دلیل اختلاف فشار در مایع رخ می‌دهد، فشار موضعی کم‌تر از فشار بخار مایع می‌شود. این امر باعث می‌شود تا مثلاً آب که در شرایط متعارف در ۱۰۰ درجه سانتیگراد شکل گازی پیدا می‌کند در دماهایی پایین‌تر زودتر به صورت گاز درآید. حباب‌های گازی ایجاد شده زمانی که دوباره به منطقه پرفشارتر وارد می‌شوند معمولاً منفجر می‌شوند. این ترکیدن حباب‌ها شوکی موج‌مانند ایجاد می‌کند که صدادار است و می‌تواند از طریق خوردگی حبابی به پروانه‌های کشتی آسیب برساند.
هر نوع کشتی و هر نوع پروانه صدای حفره‌زایی ویژهٔ خود را تولید می‌کند و این باعث می‌شود تا خدمه زیردریایی‌ها بتوانند نوع کشتی‌های پیرامون خود را شناسایی کنند.

## معرفی
در پدیده کَویتاسیون (به انگلیسی: Cavitation) یا حفره‌زایی امواج فشاری باعث جریان در مایع شده و تحت شرایط مناسب موجب تشکیل سریع میکرو حباب می‌گردد که رشد و یکی شدن این حباب‌ها تا رسیدن به اندازه بیشینه و در نهایت ترکیدن آنها حرارت شدیدی ایجاد می‌نماید. انفجار حباب‌ها تولید موج ضربه‌ای با انرژی کافی برای شکستن پیوند کووالانسی می‌کند. نیروی برشی حاصل از انفجار حباب و همچنین از جریان‌های اغتشاشی ناشی از ارتعاش صوتی برای همگن سازی و تخریب سلول استفاده می‌شود. این فرایند می‌تواند به پاشش مایع با سرعتی در حدود ۴۲۰ کیلومتر در ساعت، ایجاد فشاری معادل ۲۰۰ بار یا دمای بالای نقطه‌ای ۴۵۰۰ درجه سانتیگرادی در آن شود.
نحوه تشکیل کاویتاسیون
هرگاه در سیستم هیدرودینامیکی (مانند پمپ‌ها، پروانه کشتی) افت فشار ایجاد شود به‌طوری که فشار سیال به فشار بخار نزدیک گردد، سیال در همان دما شروع به جوشش می‌کند که منجر به ایجاد حباب‌های بخار در سیال می‌شود. پدیده جوشش سیال در اثر افت فشار (نه افزایش دما) را کاویتاسیون می‌نامند. در تمامی سیستم‌های هیدرودینامیکی که سیال به سرعت بالا می‌رسد نظیر سرریز سد، می‌بایست پدیده کاویتاسون را مطالعه و بررسی کرد.
عدد کاویتاسیون
عدد کاویتاسیون کمیت بدون بعدی است که بیانگر جوشش ناشی از جریان مایع باشد عدد کاویتاسیون می‌نامند:
CA = (Pa - Pb) / (1/2 ρ V^2)

## انواع حفره‌زایی
حفره‌زایی انواع گوناگونی دارد:
حفره‌زایی همچنین یکی از دلایل اولیه لرزش در پمپ‌های سانتریفوژ است.
تولید حباب در پروانه پمپ وقتی رخ می‌دهد که طول مکش خالص مثبت مجاز (NPSHa) کمتر از عمق مکش درخواستی (NPSHr) پمپ شود. به این ترتیب به دلیل مکش موجود در محفظه پمپ، فشار مایع درون محفظه کاهش می‌یابد.
طول مکش خالص مثبت (NPSH) عبارتی است که دربارهٔ شرایط مرتبط با پدیده حباب زایی پمپ توضیح می‌دهد.
چنانچه فشار محفظه پمپ از فشار بخار مایع در دمای عملیاتی کمتر شود، مایع درون محفظه پمپ تبخیر شده و به صورت حباب درمی‌آید. این حباب‌ها در برخورد با پروانه‌های پمپ ترکیده و نه تنها باعث لرزش پمپ می‌شوند بلکه آسیب‌های جدی از جمله خوردگی زیاد در لبه پروانه‌ها و بدنه ایجاد می‌کنند که به مرور زمان باعث کاهش راندمان پمپ می‌گردد. وجود مانع در مسیر مکش، وجود زانویی در فاصله نزدیک ورودی پمپ یا شرایط غیرعادی بهره‌برداری از عوامل این مسئله هستند.
عمدتاً پدیده کاویتاسیون در سرریز سدها در سرعت‌های بالا رخ می‌دهد گاهی در یک سیستم هیدرولیکی به علت بالا رفتن سرعت فشار منطقه‌ای کاسته شده و به حدی برسد که با فشار سیال در آن شرایط برابر شود، یا در طول سرریز به دلیل ناصافی‌ها خطوط جریان از بستر خود جدا شده و در اثر این جداشدگی فشار موضعی در محل جداشدگی کاسته شود، و به فشار بخار سیال برسد، که در اثر این عوامل مایعی که در آن قسمت وجود دارد بلافاصله به جوشش درآمده و حباب‌هایی به وجود می‌آید که سرریز یا کانال در اثر ترکیدن این حباب‌ها دچار صدمه و آسیب می‌شود، به‌طور معمول در سرعت‌های تقریباً ۲۰ متر بر ثانیه و بیشتر احتمال ایجاد پدیده کاویتاسیون وجود دارد، ولی کنترل این پدیده در سرعت ۱۵ متر بر ثانیه انجام می‌شود.

## تونل‌های حفره‌زایی
در ایران، در دو دانشگاه تونل حفره‌زایی وجود دارد:
- آزمایشگاه دریا دانشگاه صنعتی شریف
- آزمایشگاه کاربردی هیدرودینامیک، دانشگاه علم و صنعت

## حفره زایی اولتراسونیک
یکی از روش‌هایی که به‌طور گسترده برای تخریب سلول و همگن‌سازی استفاده می‌شود، استفاده از فراصوت است. هموژنایزر اولتراسونیک با ایجاد امواج شدید فشاری در یک محیط مایع، کار می‌کند. امواج فشاری باعث جریان در مایع شده و تحت شرایط مناسب موجب تشکیل سریع میکرو حباب می‌گردد که رشد و یکی شدن این حباب‌ها تا رسیدن به اندازه بیشینه و در نهایت ترکیدن آن‌ها حرارت شدیدی ایجاد می‌نماید. به این پدیده کاویتاسیون گفته می‌شود. انفجار حباب‌ها تولید موج ضربه‌ای با انرژی کافی برای شکستن پیوند کووالانسی می‌کند. نیروی برشی حاصل از انفجار حباب و همچنین از جریان‌های اغتشاشی ناشی از ارتعاش صوتی برای همگن‌سازی و تخریب سلول استفاده می‌شود. این فرایند می‌تواند به پاشش مایع با سرعتی در حدود ۴۲۰ کیلومتر در ساعت، ایجاد فشاری معادل ۲۰۰ بار یا دمای بالای نقطه‌ای ۴۵۰۰ درجه سانتیگرادی در آن شود.